# ستاثام
ستاثام (بالإنجليزية: Statham, Georgia)‏ هي مدينة تقع في مقاطعة بارو، جورجيا بولاية جورجيا في الولايات المتحدة. تبلغ مساحة هذه المدينة 9.2 (كم²)، وترتفع عن سطح البحر 272 م، بلغ عدد سكانها 2408 نسمة في عام 2010 حسب إحصاء مكتب تعداد الولايات المتحدة.

## أعلام
- ريكو ماك
- رونالد كوبر
- ميخائيل د. ستيل

## وصلات خارجية
- www.cityofstatham.com
- Cities & Counties - Georgia.gov